# Peter Kuhbier
Peter Kuhbier (* 1938 in Dessau) ist ein deutscher Mathematiker, Wirtschaftswissenschaftler und Ökonometriker sowie emeritierter Professor an der Freien Universität Berlin.

## Leben und Arbeit
Kuhbier wurde 1938 in Dessau geboren. Nach seinem Abitur in Hameln studierte er in Göttingen und München Mathematik. 1964 schloss er an der Ludwig-Maximilians-Universität München mit einem Diplom in Mathematik ab. 1970 wurde er an derselben Hochschule zum Dr. oec. publ. promoviert.
1972/73 erhielt Kuhbier ein DFG-Forschungsstipendium an der Wharton School der University of Pennsylvania in Philadelphia (USA). 1976 habilitierte er sich in Volkswirtschaftslehre und Ökonometrie an der LMU München. Im Anschluss wurde er zum Professor für Empirische Wirtschaftsforschung an die Freie Universität Berlin berufen, wo er bis zu seiner Emeritierung 2003 Volkswirtschaftstheorie, Statistik und Ökonometrie lehrte.
An der FU Berlin war er Dekan der Wirtschaftswissenschaftlichen Fakultät, Vorsitzender der Entwicklungs- und Planungskommission und Vizepräsident. Er ist Mitglied der American Economic Association, Deutschen Statistischen Gesellschaft, International Input-Output Association und des Vereins für Socialpolitik.

## Aktivitäten
Er wirkte an unterschiedlichen Projekten mit, darunter eines mit der Deutschen Forschungsgemeinschaft zur wirtschaftlichen Entwicklung in Deutschland. Zwei Projekte mit dem Umweltministerium und dem Umweltbundesamt befassten sich mit der Bewertung von Trends im Gewässerschutz und bei Schadstoffeinträgen ins Meer. Zudem gab es ein EU-Projekt zum „Aktiven Altern“ im Vergleich zwischen Ungarn und Deutschland sowie ein weiteres EU-Projekt zu unternehmensbezogenen Dienstleistungen im wirtschaftlichen Wandel Mittel- und Osteuropas.

## Ausgewählte Publikationen
- Vom nahezu sicheren Eintreten eines fast unmöglichen Ereignisses – oder warum wir Kernkraftwerksunfällen auch trotz ihrer geringen Wahrscheinlichkeit kaum entgehen werden, in: Leviathan, Vol. 14, Nr. 4 (1986), S. 606–614. JSTOR
- Grundlagen der quantitativen Wirtschaftspolitik. Berlin: de Gruyter, 1981.
- mit Wolters, Jürgen; Peter; Buscher, Herbert S.: Die konjunkturelle Entwicklung in der Bundesrepublik Deutschland – Ergebnisse von Schätzungen alternativer Konjunkturmodelle. Frankfurt a. M.: Campus Verlag, 1990.
- mit Frohn, J.; Krengel, R.; Oppenländer, K. H.; Uhlmann, L.: Der Technische Fortschritt in der Industrie. Duncker & Humblot, 1973.
- Kontrolltheorie als gesellschaftspolitische Orientierungs- und Entscheidungshilfe, in: Hillinger, C.; Holler, M. (Hrsg.), Ökonomische Theorie der Politik. München, 1979.
- mit Sauer, A.: Die im Konjunkturtest erfassten Einschätzungen der Wirtschafts- und Geschäftslage als Indikator der Investitionstätigkeit, in: Jahrbücher für Nationalökonomie und Statistik, 198 (1983), S. 193–210.
- mit Schwarz, A.: Bestimmungsfaktoren von Grundstücken – Eine Untersuchung zu den Einsatzmöglichkeiten regressionsanalytischer Verfahren in der Verkehrswertermittlung am Beispiel des Marktes für unbebaute Grundstücke in Berlin-Wilmersdorf. Abschlussbericht (Berlin-Forschung), FU Berlin, 1983.
- mit Finkenstädt, B.: Chaotic Dynamics in Agricultural Markets, in: Feichtinger, G.; Hartl, R. F. (Hrsg.), Nonlinear Methods in Economic Dynamics and Optimal Control, Annals of Operations Research, 37 (1992), J.C. Baltzer AG, Basel.
- mit Uhlig, S.: Methoden der Trendabschätzung zur Überprüfung von Reduktionszielen im Gewässerschutz. Umweltbundesamt Texte 49/01, Berlin 2001.
- Trendabschätzung atmosphärischer Stoffeinträge in die Meere. Umweltbundesamt, Berlin 2002.